# Gloster E.28/39

De Gloster E.28/39, (ook bekend als "Gloster Whittle", "Gloster Pioneer", of "Gloster G.40") was het eerste straalvliegtuig dat vloog in het Verenigd Koninkrijk. Het was een toestel van metalen constructie voorzien van een neuswielonderstel. Het toestel vloog voor het eerst op 15 mei 1941 op RAF Cranwell.
Het toestel was het resultaat van een contract dat de Gloster Aircraft Company in september 1939 kreeg van het Air Ministry voor een vliegtuig dat het principe van straalaandrijving moest demonstreren, gebruik makend van een turbojet ontworpen door Frank Whittle en diens bedrijf Power Jets. Er werden slechts twee prototypes besteld. Het contract voorzag ook de installatie van vier Browning-machinegeweren, maar dat is uiteindelijk niet gebeurd.
De E.28/39 was een kleine laagdekker met een ronde romp en een kort, intrekbaar landingsgestel. De luchtinlaat was in de neus geplaatst en de lucht werd langs weerszijden van de cockpit via twee leidingen naar de motor geleid. Achter de piloot was een brandstoftank van 82 Imperial gallon (372 liter) geplaatst, en daarachter was de gasturbine geïnstalleerd. De uitlaat bevond zich achteraan onder de staartvlakken. Het toestel had geen radio aan boord en de cockpit was niet verwarmd en niet uitgerust als drukcabine.
Het eerste prototype werd uitgerust met het eerste vliegwaardige exemplaar van de Power Jets W.1 gasturbine, die op 10 april 1941 voor het eerst had gewerkt. Het tweede prototype kreeg de productieversie van de W.1, de Rover W.2B. Dit vloog voor het eerst op 1 maart 1943. Later kreeg het een krachtigere motor van 6,7 kN stuwkracht, waarmee het 466 mph (750 km/u) bereikte. Het toestel verongelukte tijdens een testvlucht op 30 juli 1943, toen het rolroer op grote hoogte klem geraakte. De piloot kon zich evenwel redden met zijn valscherm. Met het eerste prototype bleef men verder testen tot 1944. Uitgerust met een nieuwe motor, de W.2/500 met 7,6 kN stuwkracht, bereikte het een hoogte van 42.000 voet (12.800 meter).
Het E.28/39-programma resulteerde uiteindelijk in de ontwikkeling van de tweemotorige Gloster Meteor.
Het eerste prototype van de E.28/39, evenals de Power Jets W.1, zijn tentoongesteld in het Science Museum in Londen.